# الاتفاقية الأوروبية بشأن التصنيف الدولي لبراءات الاختراع
الاتفاقية الأوروبية بشأن التصنيف الدولي لبراءات الاختراع هي اتفاقية وقّعها أعضاء مجلس أوروبا في 19 ديسمبر 1954 في باريس، فرنسا. دخلت الاتفاقية حيز التنفيذ في 1 أغسطس 1955، وقد استنكرتها جميع الأطراف وتوقف سريانها اعتبارًا من 18 فبراير 1999. أنشأت الاتفاقية التصنيف الدولي لبراءات الاختراع. صيغت الاتفاقية باللغتين الإنجليزية والفرنسية ، ويُعتبر كلا النصين معتمدين بالتساوي.
نشأت الاتفاقية، إلى جانب [[الاتفاقية الأوروبية المتعلقة بالإجراءات اللازمة لتقديم طلبات براءات الاختراع]] لعام 1953، نتيجة لجهود وعمل لجنة الخبراء التابعة لمجلس أوروبا في في مسائل البراءات أوائل الخمسينات من القرن العشرين. 

## أنظر أيضاً
- قائمة معاهدات مجلس أوروبا
- اتفاق ستراسبورغ الخاص بالتصنيف الدولي للبراءات المؤرخ 24 مارس 1971
- التصنيف الدولي لبراءات الاختراع

## روابط خارجية
- الصفحة المؤرشفة على الموقع الإلكتروني لمجلس أوروبا
  - النص الرسمي (.doc)
  - النص الرسمي (.htm)